# Speedcore
Speedcore es forma originaria del género hardcore, y se caracteriza por la ejecución de temas agresivos y un tempo alto, el cual raramente baja de las 300 pulsaciones por minuto (PPM o BPM). Las primeras pistas de speedcore a menudo promediaban cerca de 250 PPM, lo que podría ser definido como terrorcore, mientras que pistas más recientes a veces superan las 1000 PPM. Canciones con tempos sobre 600 PPM a menudo son clasificadas como splittercore. Cuando una canción llega a las 1000 PPM, la música es a menudo conocida como extratone. Aun así, cuando el pulso está en el rango de 1000 a 1500 PPM las pulsaciones individuales se vuelven indistinguibles, y se convierten en tonos continuos. Pero hoy en día se ha conseguido llegar a los 2560 PPM como es el caso de la canción "Uranoid" por la artista hardcore techno Diabarha e incluso hay canciones de 100000 BPM las cuales su tono de kits es indistinguible ya que es continuo lo cual pasa a ser un pitido constante.
Las pistas de speedcore a menudo contienen elementos de los géneros relacionados early hardcore, breakcore y hardcore

## Características
La música a menudo tiene un carácter rabioso y agresivo o violento. Los DJ de speedcore suelen utilizar temas violentos, vulgares y ofensivos en su música para empujar las fronteras del género del que se engendraron.
Mientras la mayoría de los artistas de speedcore se conforman con atacar los estándares normales de la música, o incluso la música gabber que los engendró, el extremismo del speedcore ha causado que algunos se ensimismen y parodien los estándares del género.  Estas canciones tienden a usar samples más ligeros y frenéticos.
Aparte del tempo muy rápido del speedcore, el cual raramente baja de las 300 PPM, el speedcore a menudo puede ser distinguido de otras formas de hardcore por una pista de percusión electrónica agresiva y sobrepuesta que frecuentemente es enfatizada con rellenos de cajas o tom-toms hiperactivos. El Roland TR-909 es a menudo la caja de ritmos de preferencia para los productores de speedcore debido a su capacidad de generar bombos fuertemente distorsionados que fijan las pistas de percusión. La mayoría de los productores a menudo distorsionan tanto sus bombos que se transforman en ondas cuadradas, muy parecidos a los del gabber, dándole al speedcore su sonido violento distintivo. El amen break es frecuentemente utilizado de una manera similar al jungle. En particular, la caja es a menudo tocada decenas de veces por segundo a través de un sampler, que también puede usarse para subir o bajar el tono de la caja rápidamente.
Como en muchas otras formas de techno, los sintetizadores también son muy utilizados, a menudo produciendo melodías fuertemente distorsionadas y/o disonantes para complementar la percusión subyacente.  A pesar de que cualquier sintetizador analógico o híbrido puede ser utilizado, el híbrido análogo/digital Roland Juno-106 es un favorito común de los artistas de speedcore.  Los sintetizadores puramente digitales son comparativamente raros en el speedcore. Muchos músicos de speedcore incluyen elementos de hardcore punk o alguna forma de rock, al utilizar samples de guitarras en su música, de forma similar al digital hardcore.